# Burnchurch Castle

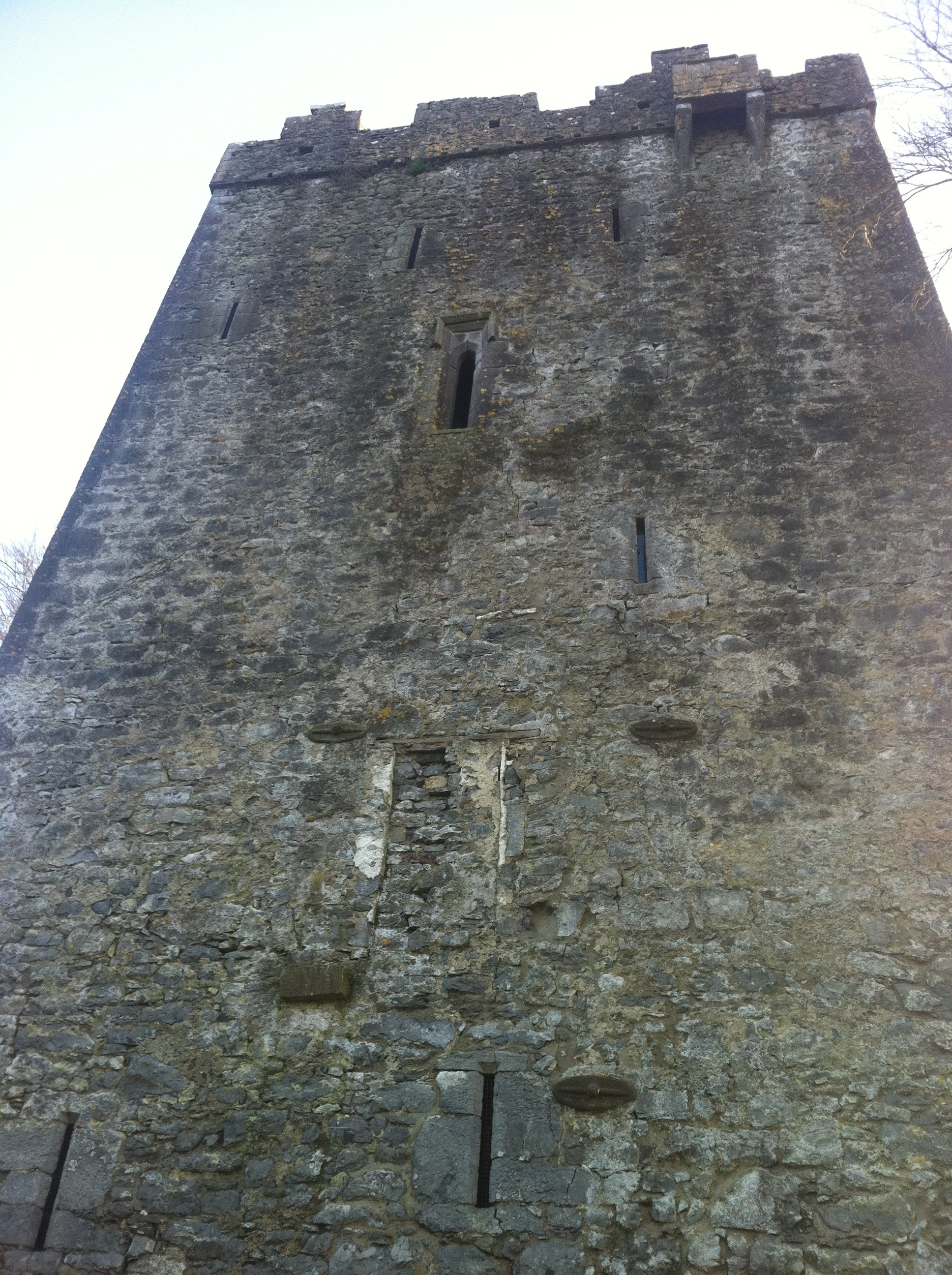
Burnchurch Castle

Burnchurch Castle (irisch Caisleán an Teampaill Loiscthe) ist ein Tower House außerhalb der Stadt Callan neben der Clonmel Road, 6,5 km südwestlich von Kilkenny im irischen County Kilkenny. Das gut erhaltene normannische Bauwerk aus dem 15. Jahrhundert hat einen runden Torturm und gilt zusammen mit der anglikanischen Kirche (der namensgebenden Burnchurch, An Teampall Loiscthe) und den Lindenbäumen seit 1993 als National Monument.
Die Burg soll für die FitzGeralds von Desmond im 15. Jahrhundert erbaut worden sein, die bis 1817 dort lebten.

## Beschreibung
Die 12,5 Meter hohe Tourelle ist noch erhalten. Ursprünglich war an die Burg ein mit einer Mauer eingefriedeter Hof angebaut. Der Turm ist sechs Stockwerke hoch und hat eine ungewöhnlich hohe Anzahl von Gängen und Kammern im Inneren der Mauern. An die Außenmauer des Turms war einst ein Rittersaal angebaut, der aber heute verschwunden ist, ebenso wie der größte Teil der Einfriedung mit einem 12,3 Meter hohen Turm an einer Ecke. Alte Zeichnungen unbekannten Datums zeigen Überreste der Gebäude.
Viele Tower Houses haben Kammern innerhalb der Mauern und versteckte Gänge in ihren Wänden, aber nur wenige haben davon so viele und so verschlungene wie Burnchurch Castle. Darunter befindet sich ein Gewölbe mit der Hauptschlafkammer darüber, direkt unter dem mit Giebeln versehenen Dach. In den Mauern liegen zahlreiche, enge Räume, darunter ein „Geheimraum“ im 3. Obergeschoss.
Eine gewundene Außentreppe vermittelt immer noch den Zugang zu den drei Obergeschossen dieses kleinen Turms, sodass er begehbar ist. Er hat gekuppelte Fenster und ist besonders wegen seines fein behauenen, offenen Kamins mit vernutetem Keilbogen und eines hohen runden Kamins bekannt. Der gerundete Kamin könnte ein späterer Anbau sein.
Im Großen und Ganzen entspricht die Anlage von Burnchurch Castle der von Clara Castle, weicht aber dadurch ab, dass die Giebelwände ein Stockwerk weiter nach oben gezogen sind als die anderen beiden Wände und verlängerte Tourellen mit ihren Überständen am höchsten Punkt des Gebäudes bilden. Burnchurch Castle und Clara Castle sind gute Beispiele für den charakteristischen, irischen Stil von Stufenzinnen.
Burnchurch Castle ist als einer von mehreren irischen Tower Houses bekannt, bei denen die leicht schmaleren Seiten der Burg bis zu einem weiteren Stockwerk nach oben gezogen sind und im Wesentlichen ein Paar Tourellen bildet, die genau so breit sind wie der Turm.